# Viteževo
Viteževo (cyr. Витежево) – wieś w Serbii, w okręgu braniczewskim, w gminie Žabari. W 2011 roku liczyła 721 mieszkańców.